# Villablanca
Villablanca (span. Weißes Landhaus) ist eine spanische Gemeinde in der Provinz Huelva in Andalusien. 2024 hatte die Gemeinde 2.979 Einwohner und liegt circa 60 km westlich der Provinzhauptstadt Huelva und ca. 15 Straßenkilometer von der portugiesischen Grenze.
Im Gegensatz zu anderen Orten Andalusiens, die nicht am Meer oder unmittelbar in der Nähe des Meeres liegen, hat Villablanca einen hohen, dort ständig lebenden Ausländeranteil, bei dem Engländer die Mehrheit bilden. Dazu kommen Deutsche, Holländer und Angehörige vieler anderer Nationen, was dem kleinen Ort einen Flair von Internationalität verleiht.
Jedes Jahr im August findet dort über mehrere Tage das „Festival de danza“ statt, bei dem Folklore- und Tanzgruppen aus aller Welt auf einer großen Bühne im Zentrum des Ortes auftreten.
Die archäologische Stätte La Torre-La Janera (Name der Hazienda) wurde 2018 entdeckt. Sie gilt mit über 500 Menhiren als einer der größten Megalithplätze Europas. Die Dolmen und Menhire finden sich auf etwa 90 Hektar des 600 Hektar großen Landgutes.
Aus Villablanca stammt die in Spanien bekannte Sängerin Blanca Villa.